# حرب صقلية ثالثة
في عام 315 ق.م. أخذ اغاثوقليس اليوناني (طاغية سيراكوزا) مدينة مسينا الإغريقية وكانت قرطاجة قد جعلته حاكما لسيراكوزا ثم رفض اتفاق السلام بينه وبين قرطاجة وهجم على الجزء القرطاجي لصقلية، وأيضا مدينة اكراغاس. فأرسلت قرطاج حملقار حفيد حنى الطيار ليحاربهم، وكان نجاح عظيم، ففي عام 310 ق.م. كان يحكم تقريبا كل الجزيرة وكان جيشه حول سيراكوزا نفسها.
لكن اغاثوقليس ذهب سرا عام 310 ق.م مع جيش يتكون من 14.000 جندي على متن 60 سفينة ليهاجم قرطاج نفسها، وعندما رسا على البر الأفريقي أحرق سفنه وأتجه بعزم نحو قرطاجة، فكانت تلك صدمة قوية للقرطاجيين حيث سقطت حصونهم بسهولة لأنهم كانوا غير مستعدين للقتال. فلم تصادف اليونانيين سوى الحقول الخصبة وبساتين الكروم وخربوا في طريقهم مدن ميغالوبوليس وتونس وبدؤوا التعسكر حول قرطاجة نفسها.
أرسلت قرطاجة جيشا لمقابلة أغاثوقليس ولكنه أوقع به هزيمة ساحقة مما جعل الموقف شاذا حيث كل من الطرفين يحاصر مدينة الآخر. وبينما كان حملقارت يحاصر سيراكوزا استطاع أغاثوقليس أن يمد منطقة سيطرته شرق قرطاجة. وتحالف مع أوفلاس حاكم قورينائية (برقة) الذي يتبع البطالمة في مصر فأمده هذا الأخير ب 10,000 جندي من الأثينيين وتوجه إلى أغاثوقليس الذي قتله وأستولى على جيشه.
في ذلك الوقت تعرضت قرطاجة لأزمة سياسية داخلية حيث أوشك بوملقارت على أن يصل إلى السلطة المطلقة لكنه قتل فأستغل أغاثوقليس الفرصة واستولى على مدن أوتيكا وهيبوأكرا (بنزرت)، فبدأ في إنشاء أسطول وأبحر بجيش صغير إلى صقلية ليفك الحصار القرطاجي عنها.
إلا ان القرطاجيين استغلوا فرصة غيابه وهاجموا قواته اليونانية في أفريقيا وهزموها وتمكنوا من إعادة حلفائهم السابقين إلى جانبهم. فعاد أغاثوقليس مسرعا إلى أفريقيا بعد فوات الأوان ففشل ففر إلى صقلية وتوصلت قواته إلى الاتفاق مع قرطاجة وعقد معاهدة مع القرطاجيين عام 305 ق.م. أدت إلى نهاية الحرب بينهما حيث أحتفظت قرطاجة بأملاكها في الشمال الأفريقي وتأخذ جزء من صقلية حتى نهر هاليقوس (ثلث الجزيرة تقريبا) بينما يأخذ أغاثوقليس تعويضا رمزيا.